# Sericania heinzi
Sericania heinzi är en skalbaggsart som beskrevs av Ahrens 2004. Sericania heinzi ingår i släktet Sericania och familjen Melolonthidae. Inga underarter finns listade i Catalogue of Life.